# Gerd Frick (Künstler)
Gerd Frick (* 4. Januar 1948 in Schwerin) ist ein deutscher Maler und Grafiker. Der in Neubrandenburg lebende Künstler, dessen Arbeitsschwerpunkt die Farbgrafik ist, befasst sich daneben auch mit Kunst im öffentlichen Raum.

## Leben
Gerd Frick wuchs in Uelitz auf. Nach dem Besuch der Schule erlernte er von 1964 bis 1966 das Malerhandwerk und studierte anschließend bis 1969 an der Fachschule für angewandte Kunst Heiligendamm. Danach arbeitete er bis 1976 als Ausstattungsleiter und Farbgestalter. In den Jahren 1976 bis 1981 studierte er bei Hans Vent, Heinrich Tessmer und Dieter Goltzsche Malerei an der Kunsthochschule Berlin-Weißensee.
Seit 1981 lebt und arbeitet Frick freiberuflich als Maler und Grafiker in Neubrandenburg. Er war bis 1990 Mitglied des Verbands Bildender Künstler der DDR. 1993 war er mit einem Arbeitsstipendium in Glasgow tätig. Das Kunststipendium der Stadt Neubrandenburg erhielt er 1995. Im folgenden Jahr beteiligte er sich am Projekt „Euromiljo 96“ in Gladsaxe in Dänemark. 1998 bekam er das Landesstipendium Mecklenburg-Vorpommern. 2001 nahm er am internationalen Eis-Pleinair in Petrosawodsk teil. Im folgenden Jahr beteiligte er sich am Kunstsymposium „Farver i Parken“ in Dänemark. Im Rahmen eines internationalen Austauschprogramms erhielt Gerd Frick im Grafikenshus Mariefred (Schweden) im Jahr 2011 ein einmonatiges Arbeitsstipendium.
Werke von Gerd Frick sind beispielsweise im Besitz des Staatlichen Museums Schwerin, des Landtags Mecklenburg-Vorpommern, der Kunstsammlung Neubrandenburg und der Stadt Neubrandenburg sowie des Landkreises Mecklenburgische Seenplatte.
Gerd Frick eröffnete 2003 in Neubrandenburg die Ateliergalerie „Gloria“. Die Stadt würdigte ihn anlässlich seines 60. Geburtstages mit einer Ausstellung in der Kunstsammlung Neubrandenburg. Er ist Mitglied im Künstlerbund Mecklenburg und Vorpommern.

## Ausstellungen

### Teilnahme an zentralen und wichtigen regionalen Ausstellungen in der DDR
- 1984: Neubrandenburg, Bezirkskunstausstellung
- 1985: Erfurt, IGA („Künstler im Bündnis“)
- 1986: Magdeburg, Kloster Unser Lieben Frauen („Grafik in den Kämpfen unserer Tage“)
- 1986/1987: Suhl („Das sicher sei, was uns lieb ist“. Ausstellung zum 40. Jahrestag der Gründung der Grenztruppen der DDR)
- 1987/1988: Dresden, X. Kunstausstellung der DDR

### Ausstellungen seit der Deutschen Wiedervereinigung
- 1990 - Tangenten vier Künstler aus Neubrandenburg Ausstellung, Falko Behrendt - Grafik, Gerd Frick - Grafik, Malerei, Andreas Homberg - Malerei, Uwe Maroske -  Plastik[5]
- 1996 - Galerie im Lessinghaus, Berlin-Mitte[6]
- 1998 - Kunstsammlung Neubrandenburg, Einzelausstellung Gerd Frick:. Malerei · Grafik[7]
- 1999 - Neues Kunsthaus Ahrenshoop, Wintergäste VI, Grafik - Gerd Frick, Stahlskulpturen - Rüdiger Preisler[8]
- 2003 - Max-Planck-Institut für demografische Forschung (Rostock),  Kunst am Bau - Präsentation des Einladungswettbewerbs[9]
- 2008 - Kunstsammlung Neubrandenburg, Sehstücke - Malerei und Grafik von Gerd Frick[10]
- 2006 - Kunsthalle Rostock, Investition Kunst IV (Werke aus dem des Kunstbesitz des Landes Mecklenburg-Vorpommern)[11]
- 2009 - Kunsthalle Rostock, Investition Kunst IV – Arbeiten auf Papier[12]
- 2013 - Neues Kunsthaus Ahrenshoop, Melancholie - Vom Tiefdruck in der zeitgenössischen Kunst[13]
- 2015 - Kunsthaus Koldenhof, Gerd Frick -  Malerei und Grafik[14]
- 2015 - Deutsche Bank Collection - Artists, Frankfurt am Main[6]
- 2018 - Kunst-Wasser-Werk Schwerin, „FINE ART SCHWERIN 18“[15]
- 2019 - Schloss Güstrow, Vom Wesen der Linie -Radierung, Aquatinta, Kupferstich, Blätter der Kunstsammlung des Landes-Mecklenburg-Vorpommern aus fünf Jahrzehnten[16]
- 2020 - Galerie Teterow, „Pure Ästherik und farbliche Eleganz“ - Robert Metzkes und Gerd Frick[17]
- 2021 - Galerie im Theater (Mecklenburgisches Staatstheater Schwerin)– Gerd Frick: Farbradierungen[18]
- 2022 - Königinnen Palais (Mirow), Sonderausstellung mit Arbeiten von Gerd Frick[19]

## Werke
Im öffentlichen Raum sowie als Kunst am Bau realisierte er Kunstwerke an oder in folgenden Objekten:
- 1993 Raumobjekt mezzo mezzo forte piano Kammermusiksaal Musikschule Neubrandenburg
- 1996 Kunstobjekt, Gymnasium Friedland
- 1999 Trittsteine, Treptower Straße, Neubrandenburg
- 1999 Brunnen I und II, Marktplatz Burg Stargard
- 2000 Bankobjekt und Liegesteine, Nordufer Tollensesee, Neubrandenburg
- 2002 Stationen des Lebens, Rauminstallation mit großformatigen Grafiken, Max-Planck-Institut für demografische Forschung, Rostock[20]
- 2004 Künstler Pleinair Findling Zeitzeugen-Spurensuche, Denkmalhof Liepen e.V., Wolde
- 2005 Freiraumplastik, Evangelische Grundschule St. Marien, Neubrandenburg
- 2005 Luftbild, Rauminstallation, Bundeswehrstandort Sanitz
- 2007 Stadtmittelpunktsäule, Kirchplatz, Gnoien, Wettbewerb von 2002
- 2008 Einsteinspur, Freiraumplastiken, Albert-Einstein-Gymnasium, Neubrandenburg